# Scotophaeus insularis
Scotophaeus insularis är en spindelart som beskrevs av Lucien Berland 1936. Scotophaeus insularis ingår i släktet Scotophaeus och familjen plattbuksspindlar. Inga underarter finns listade i Catalogue of Life.